# Dicranum johnstonii
Dicranum johnstonii är en bladmossart som beskrevs av Mitten 1886. Dicranum johnstonii ingår i släktet kvastmossor, och familjen Dicranaceae. Inga underarter finns listade i Catalogue of Life.